# Angón
Angón ist ein zentralspanischer Ort und eine Gemeinde (municipio) mit nur noch 7 Einwohnern (Stand: 2024) in der Provinz Guadalajara in der Autonomen Region Kastilien-La Mancha. Die Gemeinde gehört zur dünnbesiedelten Region der Serranía Celtibérica und steht kurz vor ihrem Ende als Wüstung (despoblado).

## Lage und Klima
Der ca. 995 m hoch gelegene Ort Angón liegt in den südlichen Ausläufern des Kastilischen Scheidegebirges. Die Provinzhauptstadt Guadalajara ist ca. 67 km (Fahrtstrecke) in südwestlicher Richtung entfernt; der sehenswerte Ort Sigüenza liegt nur ca. 20 km (Luftlinie), aber ca. 37 km (Fahrtstrecke) östlich. Das Klima im Winter ist gemäßigt, im Sommer dagegen warm bis heiß; die eher geringen Niederschlagsmengen (ca. 455 mm/Jahr) fallen – mit Ausnahme der nahezu regenlosen Sommermonate – verteilt übers ganze Jahr.

## Bevölkerungsentwicklung
| Jahr      | 1857 | 1900 | 1950 | 2000 | 2019 |
| Einwohner | 330  | 255  | 311  | 45   | 10   |

Infolge der Mechanisierung der Landwirtschaft, der Aufgabe bäuerlicher Kleinbetriebe und des daraus resultierenden Verlusts von Arbeitsplätzen ist die Einwohnerzahl der Gemeinde seit der Mitte des 20. Jahrhunderts deutlich zurückgegangen (Landflucht).

## Wirtschaft
Die Menschen früherer Jahrhunderte lebten hauptsächlich als Selbstversorger vom Ackerbau und von der Viehwirtschaft, deren haltbare Produkte (Käse, Wurst, Tierhäute und Wolle) bei fahrenden Händlern getauscht oder verkauft werden konnten. Diese verkauften anschließend ihre Waren auf eigene Rechnung an Kleinhändler in den Städten.

## Geschichte
Kelten, Römer, Westgoten und selbst die Mauren hinterließen keine verwertbaren Spuren. In der zweiten Hälfte des 11. Jahrhunderts wurden letztere durch die Armee König Alfons VI. von León wieder aus der Region vertrieben (reconquista); anschließend begann die Phase der Neu- oder Wiederbesiedlung (repoblación) durch Christen aus vielen Teilen der Iberischen Halbinsel. Eine schriftliche Erwähnung des Ortsnamens aus dem Mittelalter ist nicht bekannt und so geht man von einer Entstehung im 13. oder 14. Jahrhundert aus. Spätere Nachrichten liegen nicht vor.

## Sehenswürdigkeiten
- Die von Gräbern umgebene örtliche Kirche (Iglesia de Santa Catalina) liegt am südwestlichen Ortsrand; es ist ein Bau aus dem 16./17. Jahrhundert mit einem Glockenturm (campanario) im Westen. Das Portal stammt noch von einer romanischen Vorgängerkirche. Das um ein Seitenschiff auf der Nordseite ergänzte Kirchenschiff (nave) endet in einer flachen Apsis mit einem spätbarocken Altarretabel (retablo). Weitere Altäre befinden sich an den Wänden.

Umgebung
- Knapp 3 km südwestlich – ungefähr auf der Grenze zum Nachbarort Pálmaces de Jadraque – liegt die Ruine des Castillo de Inesque aus maurischer Zeit.[4]